# Matter (standard)

Logo Matter, které by mělo být na zařízeních podporující tento standard.

Matter dříve též Project Connected Home over IP (CHIP) je standardem pro domácí automatizaci, jehož cílem je vytvořit jeden komunikační protokol, který by umožnil vzájemné propojení kompatibilních zařízení a systémů od různých výrobců. Zaměřuje se na bezpečnost, spolehlivost a bezproblémovou použitelnost. Referenční implementace Matter byla uvolněna pod licencí Apache 2.0, samotný text standardu je veřejně dostupný. Výrobky, které budou moci nést logo Matter budou muset být certifikovány Connectivity Standards Alliance (CSA).

## Pozadí vzniku
18. prosince 2019 oznámily společnosti Alphabet (Google), Amazon, Apple a další, že založily nezávislou pracovní skupinu pro projekt Connected Home over IP, která bude spravovaná Zigbee Alliance. Společnosti chtěly dosáhnout větší vzájemné kompatibilty systémů, které se používají pro domácí automatizaci. Standard nezávisí na standardu ZigBee 3.0/Pro, jak by mohl evokovat název Zigbee Aliance, ale staví na protokolu IP.
V květnu 2021 došlo k přejmenování Zigbee Alliance na Connectivity Standards Alliance a CHIP změnil název na Matter.

## Spolupracující společnosti v rámci CSA
- Amazon.com, Inc.
- Apple
- Assa Abloy
- Comcast
- Google
- Huawei
- IKEA
- Kroger
- Infineon Technologies
- LEEDARSON
- Legrand
- LG Electronics
- NXP Semiconductors
- Oppo
- Resideo
- Schneider Electric
- Signify
- Silicon Labs
- Smart Things
- Somfy group
- STMicroelectronics
- Texas Instruments
- Tuya
- Wulian